# سلفينالول
سلفينالول وهو أحد حاصرات المستقبل بيتا الودي.

## التخليق
المخطط يوضح الخطوات اللازمة لتخليق سلفينالول:

تخليق سلفينالول: R. E. Philion, (1978 to Sterling), C.A. 90, 137468 (1979).